# Weserflug P.2146
O Weserflug P.2146 foi um projecto da Weserflug no qual procurou criar uma aeronave anfíbia. Era bastante semelhante ao Weserflug We 271.